# Rivière Daaquam
Der Rivière Daaquam (französisch; in Kanada) oder Daaquam River (englisch; in den USA) ist ein rechter Nebenfluss des Northwest Branch Saint John River in der kanadischen Provinz Québec und im US-Bundesstaat Maine.

## Flusslauf
Der Rivière Daaquam fließt in der Verwaltungsregion Chaudière-Appalaches in Québec sowie im Aroostook County in Maine. Der Fluss entsteht südlich von Sainte-Justine. Er fließt über eine Strecke von etwa 40 km in nordöstlicher Richtung durch die regionale Grafschaftsgemeinden Les Etchemins und Montmagny. Die Gemeinden Saint-Camille-de-Lellis und Saint-Just-de-Bretenières liegen am Flusslauf. Anschließend überquert der Fluss die Grenze nach Maine und fließt noch knapp 10 km bis zu seiner Einmündung in den Northwest Branch Saint John River. Der Rivière Daaquam entwässert ein Areal von 645 km². Der mittlere Abfluss oberhalb des Rivière Shidgel beträgt 17,8 m³/s.